# Давыдов, Юрий Анатольевич
Юрий Анатольевич Давы́дов (род. 6 декабря 1957 года, п. Иланский, Красноярский край, РФ) — ректор ДВГУПС с 19 марта 2015 года по 27 декабря 2020 года, доктор технических наук, профессор.

## Биография
Родился 6 декабря 1957 года в п. Иланский Красноярского края.
В 1980 году окончил Хабаровский институт инженеров железнодорожного транспорта (ХабИИЖТ) по специальности «Электрификация железных дорог», квалификация — инженер путей сообщения-электромеханик.
С 1980 года — преподаватель кафедры «Электроподвижной состав» (ЭПС) ХабИИЖТ.
С 1987 года работал в должности старшего преподавателя кафедры ЭПС, а затем доцента этой же кафедры.
С 1992 года — заведующий кафедрой ЭПС.
В 2002 году был избран проректором по научной работе Дальневосточного государственного университета путей сообщения.
В 2007—2010 годы — первый проректор ДВГУПС.
В 2010—2015 годы — первый проректор — проректор по информатизации, международной деятельности и внешним связям.
19 марта 2015 года назначен ректором федерального государственного бюджетного образовательного учреждения высшего профессионального образования «Дальневосточный государственный университет путей сообщения».
С 28 декабря 2020 года — профессор кафедры «Транспорт железных дорог», Советник при ректорате по стратегическому развитию ДВГУПС.
В марте 2020г.избран на второй срок в должности ректора.

## Учёная степень
Доктор технических наук (2002 год).

## Учёное звание
Профессор (2008 год)

## Награды и звания
- Почётный железнодорожник;
- Почётный работник транспорта России;
- юбилейный нагрудный знак «200 лет транспортному образованию России».